# Rotsopp
Rotsopp (Caloboletus radicans) är en sopp som tillhör familjen Boletaceae.

## Förekomst
Rotsopp förekommer spridd i Europa och Nordafrika. Den är kalkgynnad och förekommer i ädellövskogar och i parker, samt på lövängar och betesmarker där den bildar ektomykorrhiza med ekar, bokar, avenbok och lindar. I Norden förekommer denna värmekrävande art i Danmark, Sverige (sällsynt upp till Uppland) och några lokaler i sydligaste Finland. Den är rödlistad som nära hotad i Sverige och Finland.

## Kännetecken
Rotsopp är en kraftig svamp och den som ung ljusgråa, med åldern brunare och ofta uppsprickande, länge halvklotformiga hatten kan bli upp till 20 cm i diameter. Porerna är små och gula, med tiden olivtonade, blånande vid tryck. Foten är kraftig, ofta klubblik och ofta rotlikt tillpetsad, gulfärgad och i övre delen vanligen ljust nätådrig. Köttet smakar bittert (på grund av seskviterpener) och blånar i snitt. Svampen är giftig och kan orsaka allvarliga magbesvär.

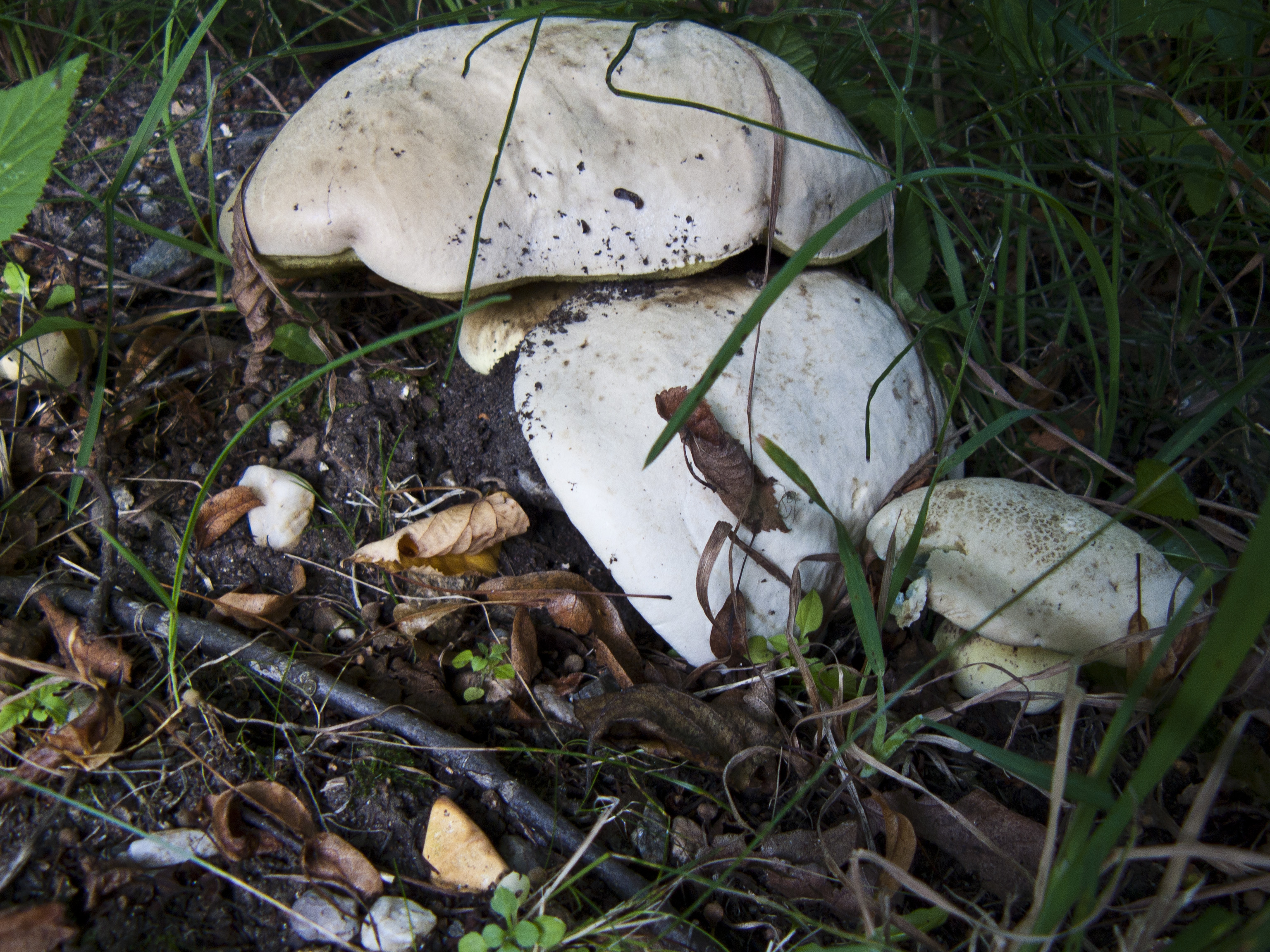
Unga ljusgrå kullriga hattar misstas lätt för stenbumlingar i gräset.
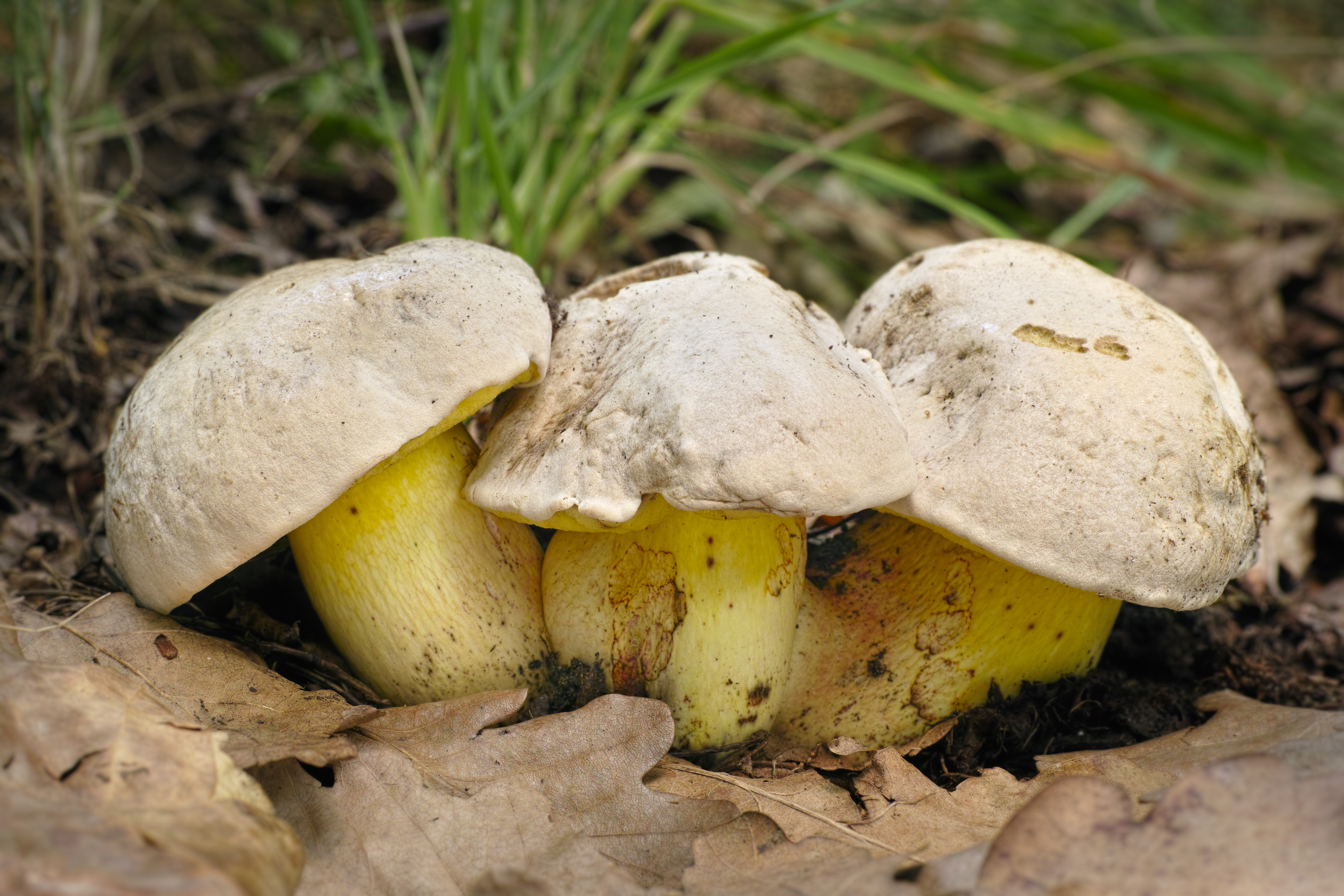
Foten är kraftig, ibland klubbformad, och gul.
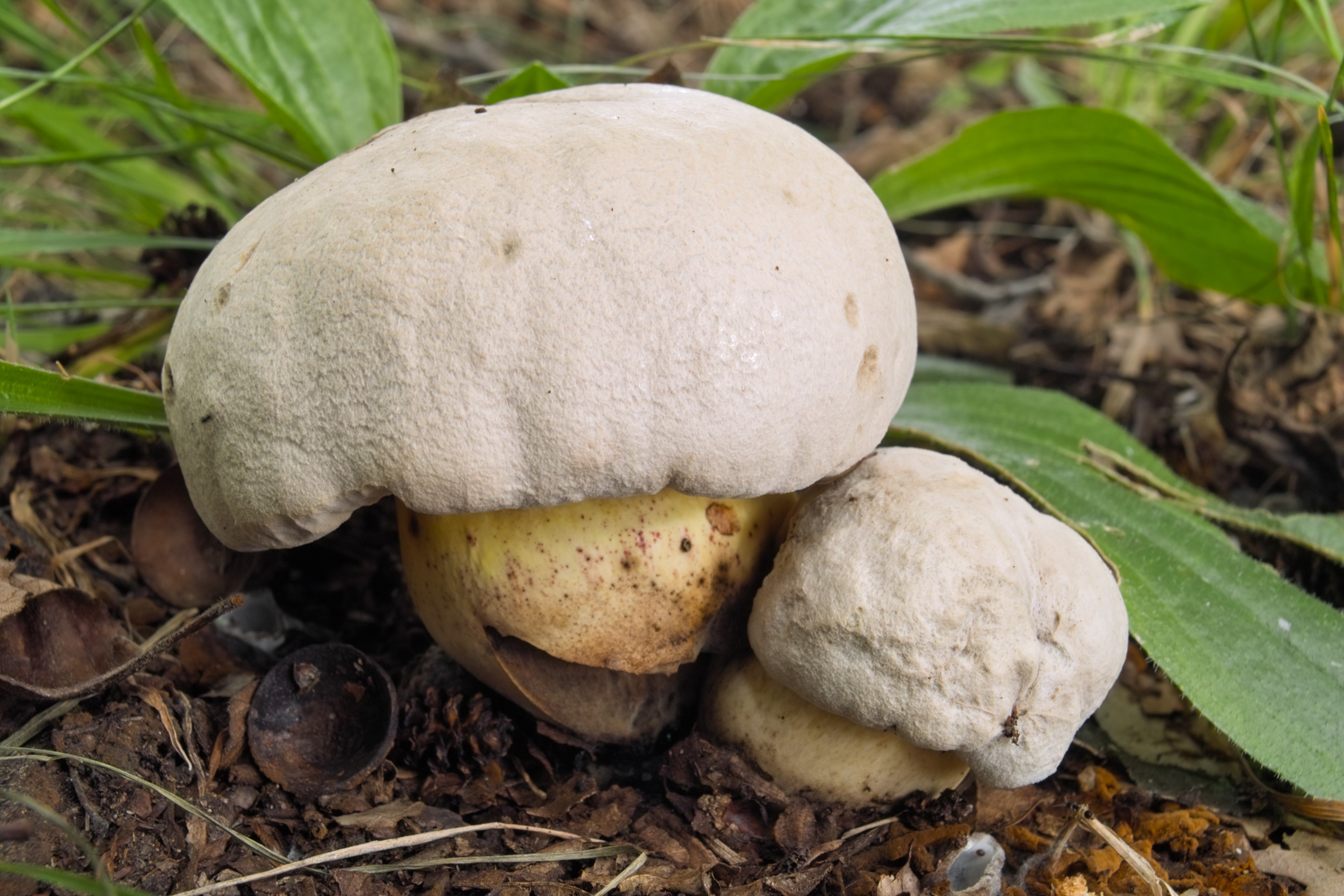
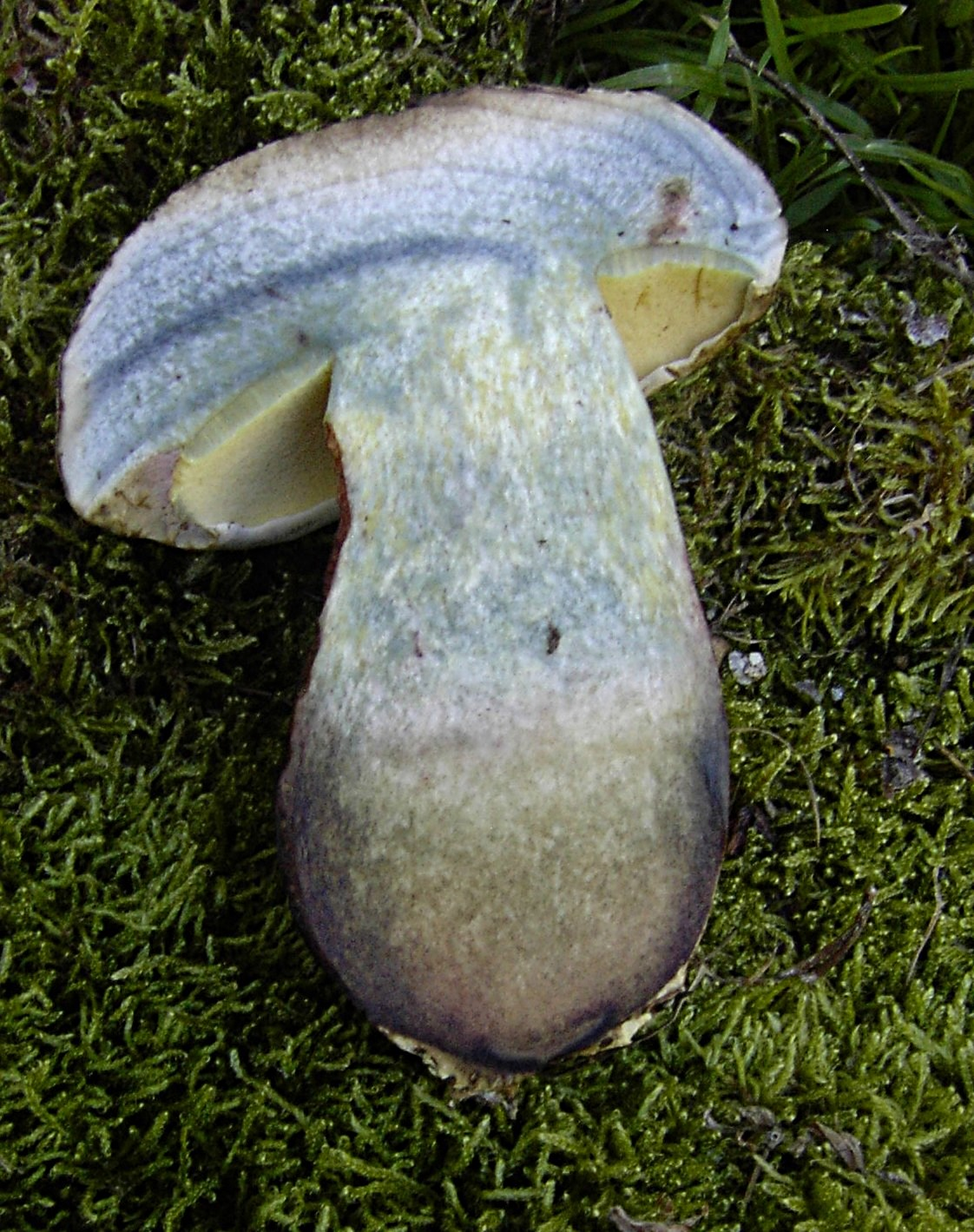
Köttet blånar i snitt och porerna är citrongula.
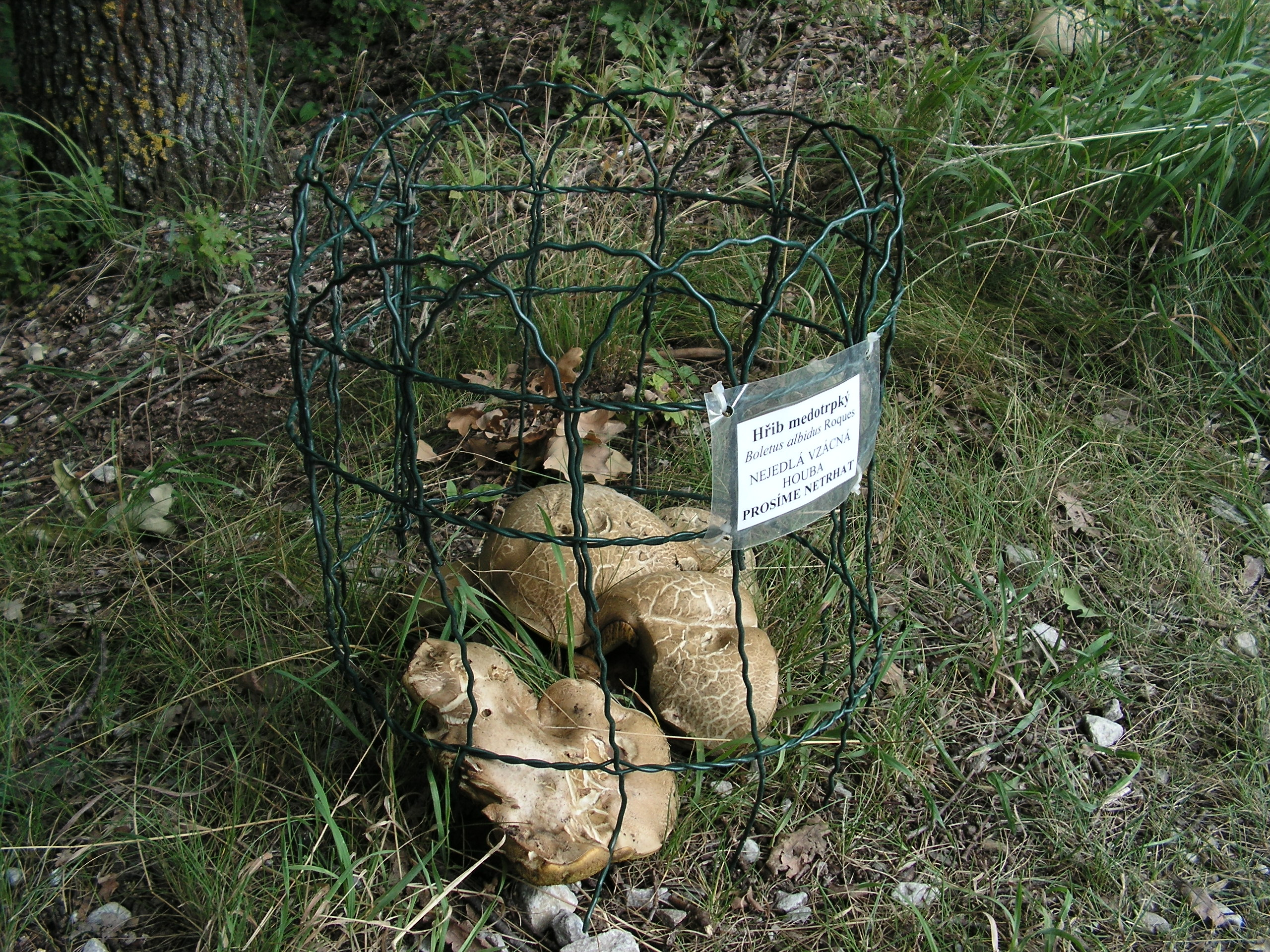
Hatten blir brunaktig och spricker ofta upp när den åldras.

## Taxonomi
Rotsopp beskrevs av Christiaan Hendrik Persoon 1801 som beskrevs som Boletus radicans. Av molekylärfylogenetiska skäl fördes den 2014 över till det nybildade släktet Caloboletus av Alfredo Vizzini. Artepitetet radicans betyder "rotslående", från radix, "rot".